# Södra Röd
Södra Röd är en bebyggelse söder om Ucklum i Ucklums socken i Stenungsunds kommun. Mellan 2015 och 2020 samt från 2023 avgränsade SCB här en småort.